# Upphörda kommunvapen i Norge
Ett galleri över tidigare, numera upphörda kommunvapen i Norge. För Norges nuvarande kommunvapen, se kommunvapen i Norge.

## Akershus fylke

Asker (1975–2019) numera ersatt med annat vapen
Aurskog-Høland (1983–2019) numera ersatt med Rømskogs gamla vapen
Fet (1986–2019) numera del av Lillestrøm
Oppegård (1976–2019) numera del av Nordre Follo
Skedsmo (1974–2019) numera del av Lillestrøm
Ski (1986–2019) numera del av Nordre Follo
Sørum (1981–2019) numera del av Lillestrøm

## Aust-Agder fylke

Hisøy (1986–1991) numera del av Arendal
Lillesand (1954–1987) numera ersatt med annat vapen
Moland (1983–1991) numera del av Arendal
Tromøy (1985–1991) numera del av Arendal
Øyestad (1985–1991) numera del av Arendal

## Buskerud fylke

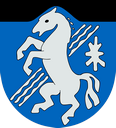
Hol (1957–1991) numera ersatt med annat vapen
Hurum (1979–2019) numera del av Asker
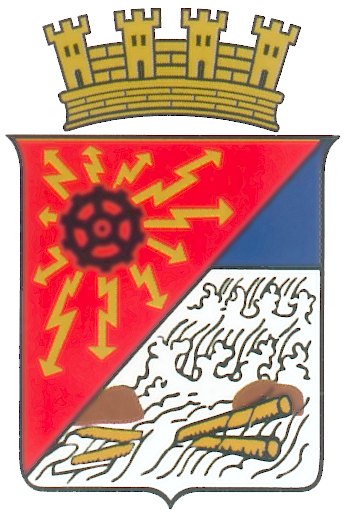
Hønefoss (1902–1963) numera del av Ringerike
Nedre Eiker (1970–2019) numera del av Drammen
Røyken (1967–2019) numera del av Asker

## Finnmark fylke

Kvalsund (1987–2019) numera del av Hammerfest
Sørøysund (1979–1991) numera del av Hammerfest

## Hordaland fylke
- Bruvik
(1960–1963)
Vaksdal
(1964–1990)
numera ersatt med annat vapen

Bruvik (1960–1963) Vaksdal (1964–1990) numera ersatt med annat vapen
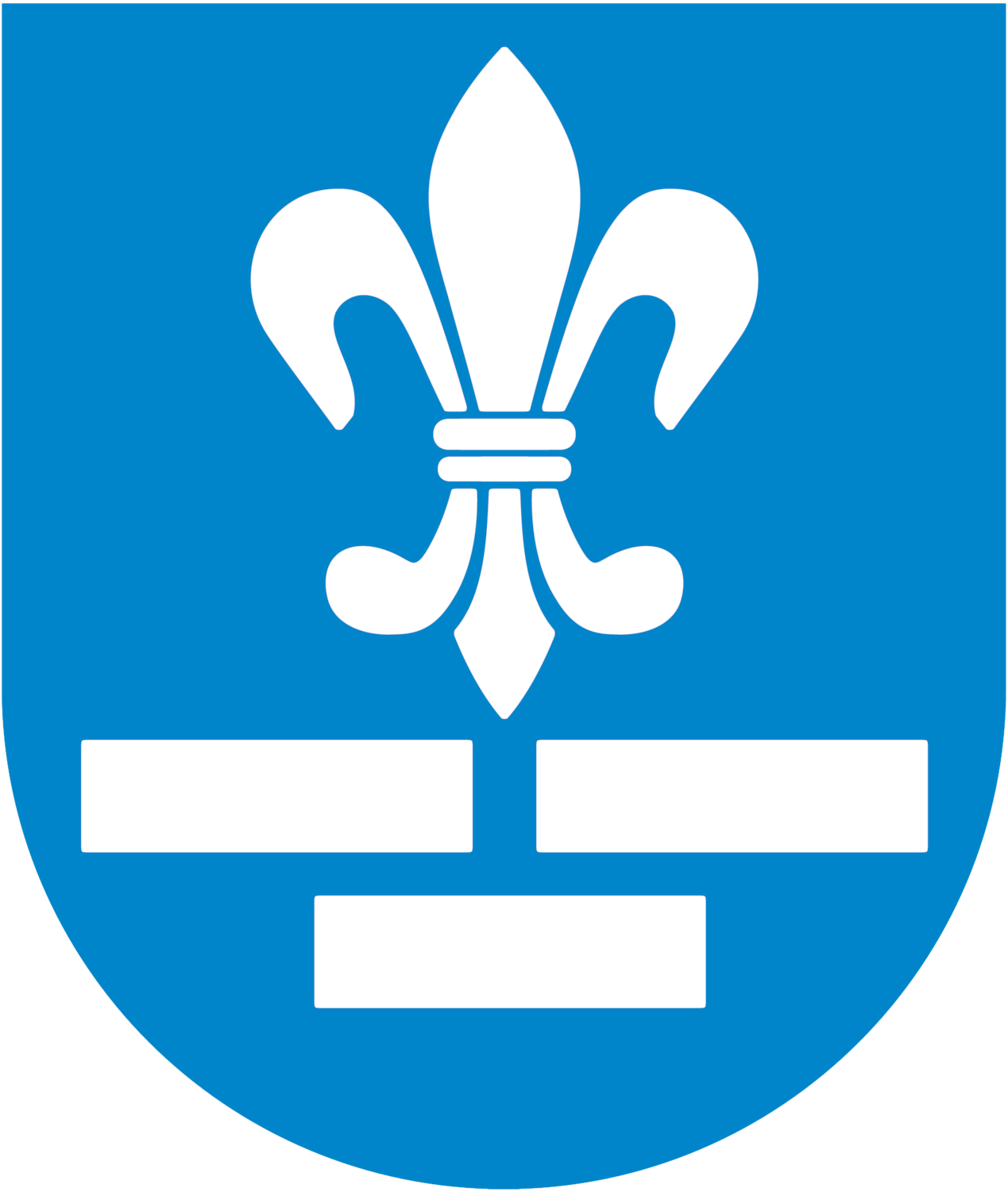
Fana (?–1971) numera del av Bergen
Fjell (1957–2019) numera del av Øygarden
Fusa (1991–2019) numera del av Bjørnafjorden
Granvin (1988–2019) numera vapen för Voss (med ändrade tinkturer)
Jondal (1987–2019) numera del av Ullensvang
Lindås (1979–2019) numera del av Alver
Meland (1987–2019) numera del av Alver
Odda (1982–2019) numera del av Ullensvang
Os (1949–2019) numera del av Bjørnafjorden
Radøy (1991–2019) numera del av Alver
Stord (1955–1987) numera ersatt med annat vapen
Sund (1966–1988) numera ersatt med annat vapen
Sund (1988–2019) numera vapen för Øygarden
Tysnes (1971–2019) numera ersatt med annat vapen
Ullensvang (1979–2019) tinkturerna numera ändrade till blått och silver
Voss (1977–2019) numera ersatt med Granvins gamla vapen (med ändrade tinkturer)
Øygarden (1966–2019) numera ersatt med Sunds gamla vapen

- Øygarden
(1966–2019)
numera ersatt med Sunds gamla vapen

## Møre og Romsdal fylke

Aure (1991–2005) numera ersatt med Tustnas gamla vapen (med ändrad tinktur)
Eide (1982–2019) numera del av Hustadvika
Frei (1987–2007) numera del av Kristiansund
Fræna (1995–2019) numera del av Hustadvika
Halsa (1988–2019) numera del av Heim
Midsund (1987–2019) numera del av Molde
Nesset (1986–2019) numera del av Molde
Norddal (1990–2019) numera del av Fjord
Sandøy (1986–2019) numera del av Ålesund
Skodje (1987–2019) numera del av Ålesund
Stordal (1991–2019) numera del av Fjord
Tustna (1988–2005) numera vapen för Aure (med ändrad tinktur)
Volda (1987–2019) numera ersatt med annat vapen
Ørskog (1983–2019) numera del av Ålesund

## Nordland fylke

Ballangen (1980–2019) numera del av Narvik
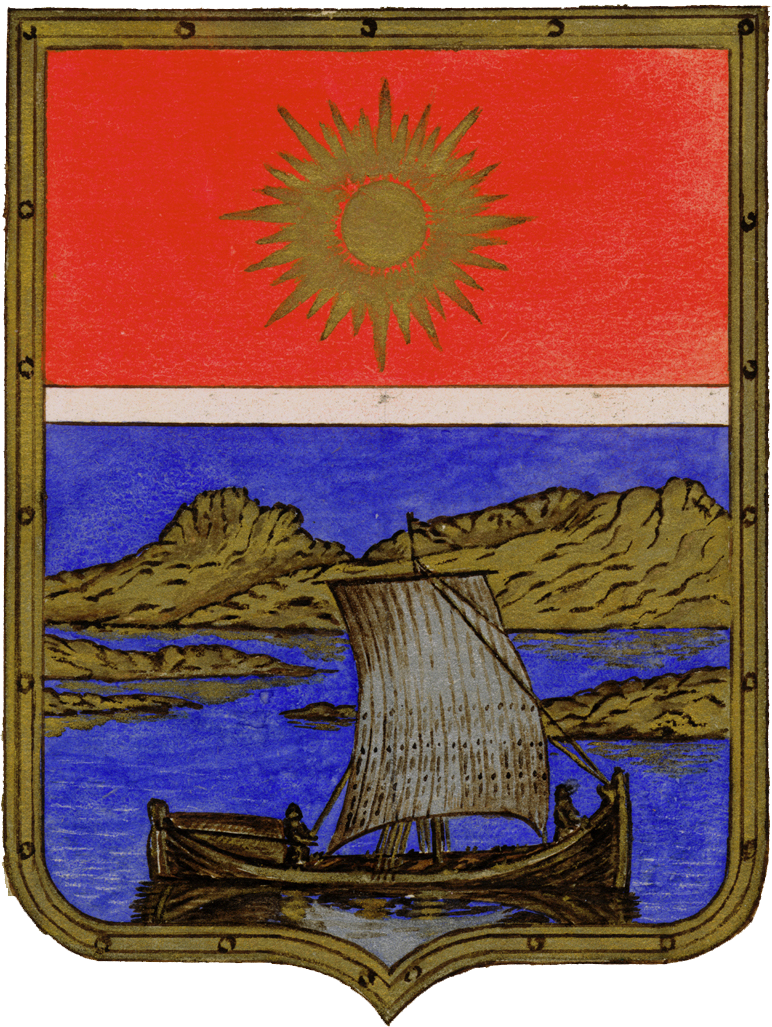
Bodø (1889–1959) numera ersatt med annat vapen
Brønnøysund (1923–1963) numera del av Brønnøy
Hamarøy (1982–2019) numera ersatt med annat vapen
Mo (1960–1963) numera vapen för Rana
Mosjøen (1960–1961) numera vapen för Vefsn
Narvik (1951–2019) numera ersatt med annat vapen
Skjerstad (1991–2004) numera del av Bodø
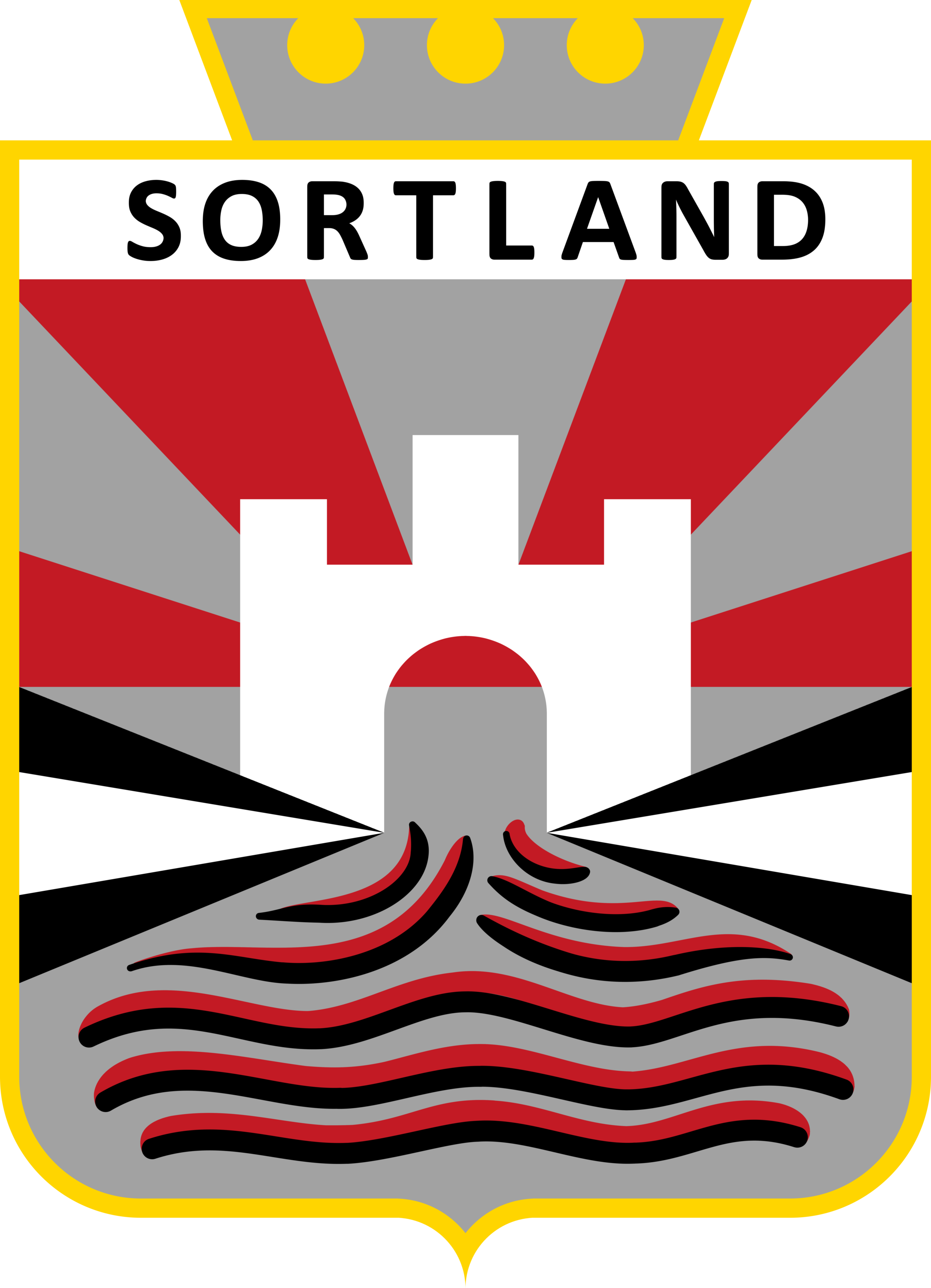
Sortland (1950–1985) numera ersatt med annat vapen
Svolvær (1941–1964) numera del av Vågan
Tysfjord (1987–2019) numera uppdelad mellan Hamarøy och Narvik

## Nord-Trøndelag fylke

Leksvik (1990–2017) numera vapen för Indre Fosen
Mosvik (1984–2011) numera del av Inderøy

## Rogaland fylke

Finnøy (1983–2019) numera del av Stavanger
Forsand (1988–2019) numera del av Sandnes
Rennesøy (1981–2019) numera del av Stavanger
Vindafjord (1986–2005) vapnet numera ersatt med Ølens gamla vapen (med ändrad tinktur)
Ølen (1986–2005) numera vapen för Vindafjord (med ändrad tinktur)

## Sogn og Fjordane fylke

Balestrand (1989–2019) numera del av Sogndal
Eid (1986–2019) numera del av Stad
Florø (1960–1963) Flora (1967–2019) numera del av Kinn
Førde (1990–2019) numera del av Sunnfjord
Gaular (1992–2019) numera del av Sunnfjord
Hornindal (1987–2019) numera del av Volda
Jølster (1983–2019) numera del av Sunnfjord
Leikanger (1963–2019) numera del av Sogndal
Naustdal (1987–2019) numera del av Sunnfjord
Selje (1991–2019) numera del av Stad
Sogndal (1984–2019) numera ersatt med annat vapen
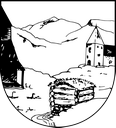
Vik (1951–1991) numera ersatt med annat vapen
Vågsøy (1987–2019) numera del av Kinn

- Florø
(1960–1963)
Flora
(1967–2019)
numera del av Kinn
- Førde
(1990–2019)
numera del av Sunnfjord
- Gaular
(1992–2019)
numera del av Sunnfjord
- Hornindal
(1987–2019)
numera del av Volda
- Jølster
(1983–2019)
numera del av Sunnfjord
- Leikanger
(1963–2019)
numera del av Sogndal
- Naustdal
(1987–2019)
numera del av Sunnfjord
- Selje
(1991–2019)
numera del av Stad
- Sogndal
(1984–2019)
numera ersatt med annat vapen
- Vik
(1951–1991)
numera ersatt med annat vapen
- Vågsøy
(1987–2019)
numera del av Kinn

## Sør-Trøndelag fylke

Rissa (1987–2017) numera del av Indre Fosen

- Rissa
(1987–2017)
numera del av Indre Fosen

## Telemark fylke

Brevik (1954–1964) numera del av Porsgrunn
Bø (1988–2019) numera vapen för Midt-Telemark (med ändrad tinktur)
Sauherad (1989–2019) numera del av Midt-Telemark
Stathelle (1954–1963) numera vapen för Bamble

## Troms fylke

Berg (1987–2019) numera del av Senja
Bjarkøy (1986–2012) numera del av Harstad
Lenvik (1986–2019) numera del av Senja
Skånland (1988–2019) numera del av Tjeldsund
Torsken (1990–2019) numera del av Senja
Tranøy (1987–2019) numera del av Senja
Tromsøysund (1954–1963) numera del av Tromsø

## Trøndelag fylke

Agdenes (1991–2019) numera del av Orkland
Bjugn (1989–2019) numera del av Ørland
Fosnes (1992–2019) numera del av Namsos
Hemne (1991–2019) numera del av Heim
Klæbu (1983–2019) numera del av Trondheim
Meldal (1985–2019) numera del av Orkland
Namdalseid (1989–2019) numera del av Namsos
Nærøy (1987–2019) numera del av Nærøysund
Orkdal (1986–2019) numera del av Orkland
Roan (1987–2019) numera vapen för Åfjord
Snillfjord (1990–2019) numera uppdelad mellan Heim, Hitra och Orkland
Steinkjer (1957–2019) numera ersatt med Verrans gamla vapen
Verran (1987–2019) numera vapen för Steinkjer
Vikna (1988–2019) numera del av Nærøysund
Åfjord (1997–2019) numera ersatt med Roans gamla vapen

## Vest-Agder fylke

Audnedal (1991–2019) numera del av Lyngdal
Lyngdal (1987–2019) numera ersatt med annat vapen
Mandal (1921–2019) numera del av Lindesnes
Marnardal (1987–2019) numera del av Lindesnes
Songdalen (1985–2019) numera del av Kristiansand
Søgne (1985–2019) numera del av Kristiansand

## Vestfold fylke

Andebu (1986–2016) numera del av Sandefjord
Brunlanes (1985–1987) numera del av Larvik
Hedrum (1966–1987) numera del av Larvik
Hof (1992–2017) numera del av Holmestrand
Holmestrand (1898–2019) numera ersatt med annat vapen
Lardal (1992–2017) numera del av Larvik
Larvik (1899–1987) numera ersatt med annat vapen
Larvik (1988–2017) numera ersatt med annat vapen
Nøtterøy (1986–2017) numera del av Færder
Ramnes (1976–2001) numera del av Tønsberg
Re (2001–2019) numera del av Tønsberg
Sande (1986–2019) numera del av Holmestrand
Sandefjord (1914–2016) numera ersatt med annat vapen
Stokke (1984–2016) numera del av Sandefjord
Svelvik (1964–2019) numera del av Drammen
Tjølling (1971–1987) numera del av Larvik
Tjøme (1989–2017) numera del av Færder
Tønsberg (1200-talet–2019) numera ersatt med annat vapen
Våle (1990–2001) numera del av Tønsberg
Åsgårdstrand (1950–1965) numera del av Horten

## Østfold fylke

Askim (1963–2019) numera del av Indre Østfold
Borge (1980–1993) numera del av Fredrikstad
Eidsberg (1962–2019) numera del av Indre Østfold
Hobøl (1985–2019) numera del av Indre Østfold
Kråkerøy (1961–1993) numera del av Fredrikstad
Moss (1954–2019) numera ersatt med Rygges gamla vapen
Onsøy (1988–1993) numera del av Fredrikstad
Rolvsøy (1982–1993) numera del av Fredrikstad
Rygge (1984–2019) numera vapen för Moss
Rømskog (1983–2019) numera vapen för Aurskog-Høland
Skjeberg (1986–1991) numera del av Sarpsborg
Spydeberg (1978–2019) numera del av Indre Østfold
Trøgstad (1979–2019) numera del av Indre Østfold
Tune (1977–1991) numera del av Sarpsborg
Varteig (1979–1991) numera del av Sarpsborg